# Owadomorek muszy
Owadomorek muszy (Entomophthora muscae (Cohn) Fresen.) – gatunek grzybów należący do rzędu owadomorkowców (Entomophthorales). Jest to grzyb entomopatologiczny, który rozwija się w ciele owadów.

## Systematyka i nazewnictwo
Pozycja w klasyfikacji według Index Fungorum: Entomophthora, Entomophthoraceae, Entomophthorales, Incertae sedis, Entomophthoromycetes, Entomophthoromycotina, Entomophthoromycota, Fungi.
Po raz pierwszy zdiagnozował go w 1855 r. Ferdinand Julius Cohn nadając mu nazwę Empetra muscae. Obecną, uznaną przez Index Fungorum nazwę nadał mu w 1856 r. Johann Baptist Fresenius.

## Rozwój
Owad może zostać zainfekowany zarodnikiem konidialnym wytwarzanym przez grzybnię Entomophthora muscae. Zarodniki te są lepkie, po przyklejeniu się do ciała owada kiełkują. Wydzielają przy tym enzymy rozpuszczające chitynowy oskórek owada. Przez powstały w ten sposób otwór do ciała owada wrastają strzępki grzybni i rozrastają się wewnątrz ciała. Wydzielają przy tym różne substancje chemiczne zakłócające procesy fizjologiczne owada. Owad staje się powolny, przestaje żerować, nieruchomieje przyjmując nienaturalną pozycję ciała i ginie. Śmierć owada następuje w czasie od jednego do dwóch dni od infekcji.
W martwym już ciele owada grzybnia rozwija się nadal. Wytwarza trzonki konidialne, które przebijają ciało owada. Ich szczytowe części zarodnikotwórcze są zazwyczaj maczugowato lub butelkowato pogrubione. Wytwarzane są na nich bezpłciowo zarodniki konidialne. Zarodniki te wyrzucane są mechanicznie na odległość kilku milimetrów. Wokół ciała martwego owada wyrzucone zarodniki tworzą białawą warstwę. Takie wystrzeliwane zarodniki nazywane są balistosporami, a mechanizm ich wystrzeliwania opiera się na specjalnej budowie połączenia między zarodnikiem a strzępką, oraz dużej różnicy ciśnień osmotycznych Jeśli taki wyrzucony zarodnik nie trafi na owada, nie ginie. Wyrasta z niego drobna strzępka wytwarzająca podobny zarodnik, tyle, że mniejszy. Mogą w ten sposób powstawać zarodniki drugiego, trzeciego i dalszych rzędów. Zarodniki te również są mechanicznie wystrzeliwane.
W niesprzyjających warunkach Entomophthora muscae przechodzi do rozmnażania płciowego – zygogamii. Dwie sąsiednie strzępki grzyba łączą się z sobą, następuje zlanie ich cytoplazmy, a następnie połączenie jąder – kariogamia. Powstała zygospora otacza się grubą ścianą komórkową i staje się przetrwalnikiem. Mogą być wytwarzane również chlamydospory.
Mechaniczne wyrzucanie zarodników jest przystosowaniem zwiększającym zasięg ich oddziaływania. Zarodniki innych grzybów są przenoszone przez wiatr na znacznie większe odległości, jednak zarodniki Entomophthora muscae nie mogą być tak rozprzestrzeniane – są bowiem duże. Duża masa wynika z faktu, że muszą one posiadać substancję kleistą do przyklejenia się na ciele owada oraz zapas enzymów niezbędnych do rozpuszczenia jego chitynowego oskórka.

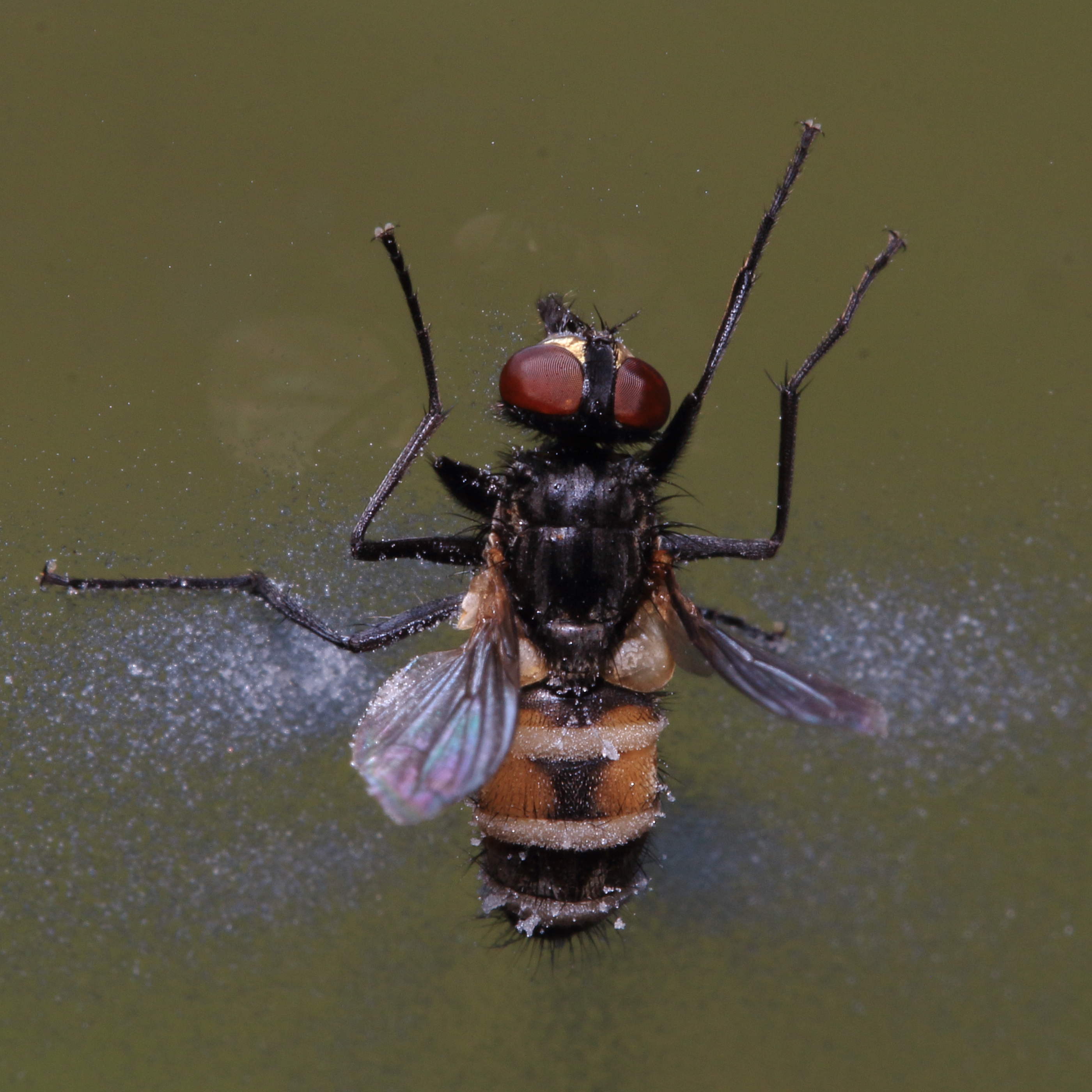
Zaatakowana mucha i zarodniki grzyba wokół niej
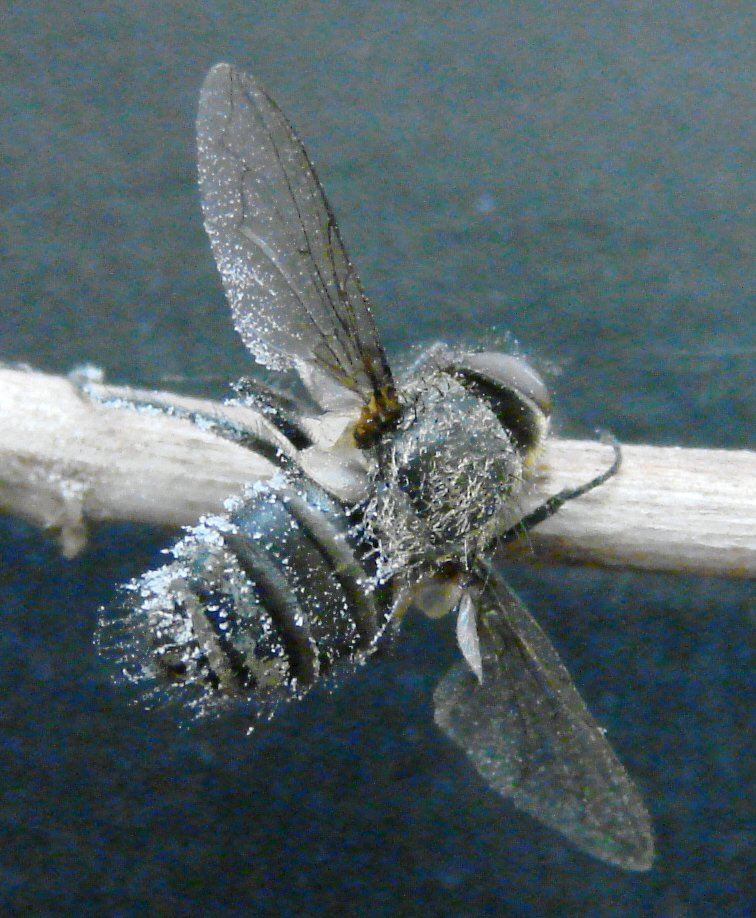
Porażona mucha
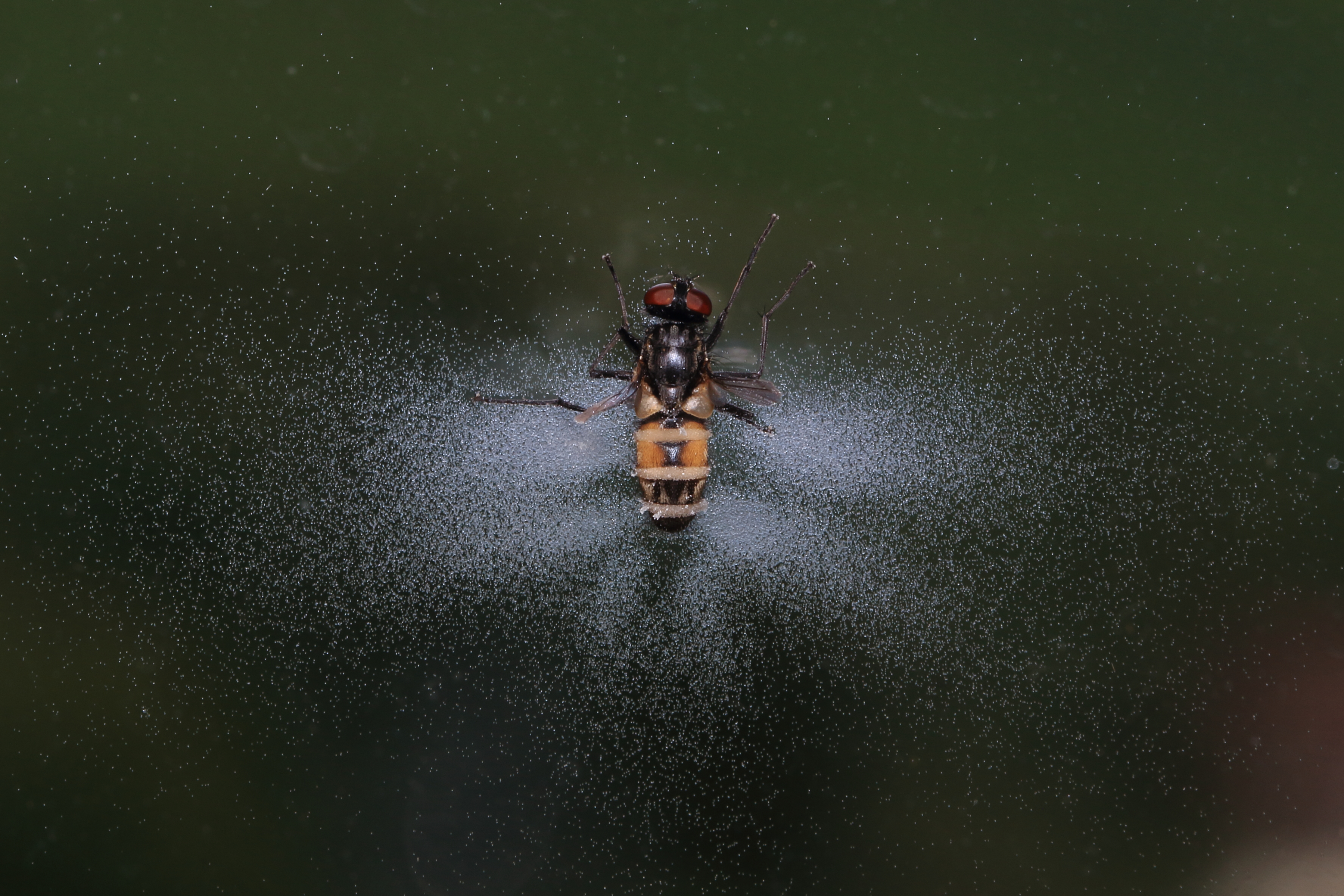
Porażona mucha domowa i wystrzelone zarodniki grzyba wokół niej